# Mia Malkova
Pour les articles homonymes, voir Malkova.
Mia Malkova, née le 1er juillet 1992, est une actrice pornographique et une personnalité médiatique américaine. Elle a remporté plusieurs prix, notamment l'AVN Award 2014 de la meilleure nouvelle starlette et l'XBIZ Award 2017 de la meilleure actrice. Malkova a également joué dans un documentaire monologue pornographique indien et dans un film thriller érotique indien, tous deux réalisés par Ram Gopal Varma. En 2022, elle s'est pratiquement retirée de la pornographie en faveur du streaming de jeux vidéo sur Twitch. Malkova a été décrite comme l'une des actrices pornographiques les plus populaires au monde. 

## Biographie

### Jeunesse
Avant d'entrer dans l'industrie du cinéma pour adultes, Malkova a travaillé dans le secteur de la restauration, obtenant son premier emploi chez McDonald's à l'âge de 16 ans, puis travaillant chez Sizzler jusqu'au week-end où elle a tourné sa première scène. 

### Carrière

#### Pornographie
Malkova a été la " Twistys Treat of the Month " en décembre 2012 et la " Twistys Treat of the Year " en 2013,. À cette époque, elle est sous contrat avec Aylo, sa société mère. À l'expiration de ce contrat en 2014, elle signe un contrat avec une autre société, Hard X, pour jouer exclusivement des scènes avec des hommes, tout en étant autorisée à jouer des scènes sans hommes avec d'autres sociétés. Malkova est la "Pet of the Month" de Penthouse d'octobre 2016.
Malkova est au centre du court documentaire monologue de Ram Gopal Varma, God, Sex and Truth (2018), qui traite de la force de la sexualité et de la beauté des femmes. Dans une interview, elle a déclaré que la seule raison pour laquelle elle s'est lancée dans le porno est qu'elle aime le sexe et que le monde du porno est le meilleur endroit et le plus sûr pour l'explorer sous toutes ses formes.
En décembre 2019, elle et le streamer Hearthstone Trump ont sorti une chanson en duo intitulée " A Whole New World ".
En avril 2020, Malkova et 11 autres actrices adultes et anciennes actrices adultes apparaissent dans le clip vidéo de la chanson de G-Eazy Still Be Friends. En octobre 2020, Malkova apparaît dans le clip vidéo de la chanson de Ninja Sex Party Wondering Tonight. La même année, elle travaille à nouveau avec Ram Gopal Varma pour jouer le rôle principal dans le thriller érotique indien Climax. Le film, qui est sorti par le biais d'un service par contournement, a connu un succès commercial malgré des critiques négatives de la part de la critique et du public.
En janvier 2022, elle a coanimé la 39e cérémonie des AVN Awards avec sa collègue Mighty Emelia.

#### Twitch et OnlyFan
Au début des années 2020, Malkova a commencé à attirer l'attention en tant que streameuse Twitch et créatrice de contenu OnlyFans. Elle s'est en grande partie retirée de l'industrie pornographique pour se concentrer sur le streaming Twitch. En mai 2021, le clip le plus populaire sur Twitch est celui de Malkova debout, les fesses face à la caméra. En mars 2022, Malkova compte plus de 634 000 followers sur Twitch.

### Vie privée
La ville natale de Malkova est Palm Springs, en Californier. Son frère, Justin Hunt, est également acteur pornographique. Elle a déclaré qu'elle était athée et qu'elle adorait la sodomie.

## Filmographie

### Films
| Année | Titre              | Rôle      | Notes         | Ref(s) |
| ----- | ------------------ | --------- | ------------- | ------ |
| 2018  | God, Sex and Truth | Elle-même | Court-métrage | ,      |
| 2020  | Climax             | Diane     | Film          | [ 2 ]  |

## Prix et nominations
| Année | Prix          | Catégorie                                                              | Production                  | Résultat   | Ref(s) |
| ----- | ------------- | ---------------------------------------------------------------------- | --------------------------- | ---------- | ------ |
| 2014  | AVN Award     | Meilleure scène d'orgie lesbienne (avec Gracie Glam et Raven Rockette) | Meow! 3                     | Lauréat    | [ 18 ] |
| 2014  | AVN Award     | Meilleure scène hétéro (avec Manuel Ferrara)                           | Cuties 4                    | Nomination | [ 19 ] |
| 2014  | AVN Award     | Meilleure scène lesbienne (avec Jessie Andrews)                        | Girl Crush 3                | Nomination | [ 19 ] |
| 2014  | AVN Award     | Meilleure nouvelle vedette                                             | NC                          | Lauréat    | [ 18 ] |
| 2014  | AVN Award     | Meilleure scène de fellation                                           | Swallow This 30             | Nomination | [ 19 ] |
| 2014  | AVN Award     | Meilleure scène solo                                                   | All Natural Glamour Solos 3 | Nomination | [ 19 ] |
| 2014  | AVN Award     | Meilleur scène à trois – H/H/F (avec Mick Blue et Ramón Nomar)         | Mia                         | Nomination | [ 19 ] |
| 2014  | XBIZ Award    | Meilleure nouvelle vedette                                             | NC                          | Nomination | [ 20 ] |
| 2014  | XBIZ Award    | Meilleure scène – version non-majeure (avec Danny Mountain)            | Eternal Passion             | Nomination | [ 20 ] |
| 2014  | XBIZ Award    | Meilleure scène – Lesbienne (avec Malena Morgan)                       | We Live Together 29         | Nomination | [ 20 ] |
| 2014  | XRCO Award    | Nouvelle vedette                                                       | NC                          | Nomination | [ 21 ] |
| 2014  | XRCO Award    | Cream Dream                                                            | NC                          | Lauréat    | [ 22 ] |
| 2017  | XBIZ Award    | Meilleure actrice – version majeure                                    | The Preacher's Daughter     | Lauréat    | [ 23 ] |
| 2018  | Pornhub Award | Fesses féminines les plus sexy                                         | NC                          | Lauréat    | [ 23 ] |
| 2018  | Pornhub Award | Interprète féminine la plus populaire auprès des femmes                | NC                          | Lauréat    | [ 24 ] |
| 2018  | Urban X Award | Meilleure scène de couple (avec Jason Luv)                             | Interracial Icon 7          | Lauréat    | [ 25 ] |
| 2019  | AVN Award     | Meilleure scène d'orgie                                                | After Dark                  | Lauréat    | [ 26 ] |
| 2019  | Pornhub Award | Reine de la fellation – Meilleure performance de fellation             | NC                          | Lauréat    | [ 27 ] |
| 2021  | AVN Award     | Entreprise grand public de l'année                                     | NC                          | Lauréat    | [ 28 ] |